# Charles Joseph Louis Lefebvre
Pour les articles homonymes, voir Charles Lefebvre (homonymie) et Lefebvre.
Charles Joseph Louis Lefebvre (né à Bruxelles le 6 janvier 1857 et mort à Schaerbeek le 23 mai 1894) est un peintre de genre belge. Sa palette couvre le champ pictural des sujets orientalistes, des portraits et des paysages.

## Biographie

### Famille et formation
Charles Joseph Louis Lefebvre, né rue de l'Abricot à Bruxelles le 6 janvier 1857, est le fils naturel de Marie Mauroy, lingère, qui épouse en 1874 à Saint-Gilles Henri Lucien Auguste Joseph Lefebvre, lieutenant-colonel à la retraite. Ce mariage permet de légitimer Charles Joseph Louis qui porte désormais le patronyme de Lefebvre,.
Charles Lefebvre étudie à l'Académie royale des beaux-arts de Bruxelles sous la direction de Jean-François Portaels.

### Carrière
Charles Lefebvre remporte, en 1878, grâce à son œuvre Le Retour du fils prodigue, une mention honorable au Prix de Rome belge. Cette récompense est assortie d'une bourse et lui permet de voyager en Italie et en Afrique du Nord. Ses tableaux sont souvent remarqués lors des expositions triennales du Salon de Bruxelles de 1887 à 1893, ainsi qu'à l'exposition triennale d'Anvers de 1888. En 1883, Charles Lefebvre envoie, à l'instar de plusieurs élèves de Portaels, treize œuvres au Palais des beaux-arts de Paris.
Il se consacre tout particulièrement aux sites et personnages marocains et algériens, dans lesquels, sans renouveler le genre, il apporte de l'éclat et du mouvement. Connaissant parfaitement son métier, il s'inspire de la nature dans des compositions au plus près de la maîtrise. Au Salon de Bruxelles de 1890, Charles Lefebvre expose un Campement arable au Maroc, jugé empreint de pittoresque sincère. La maladie met cependant un terme à une carrière en pleine maturité.

### Dernières années
Charles Lefebvre épouse le décembre 1889 à Bruxelles l'artiste pianiste Zélie Moriamé. Le couple réside à Saint-Gilles. Le peintre meurt, après une longue maladie dans la maison de santé de Schaerbeek le 23 mai 1894, à l'âge de 37 ans. Il est inhumé au cimetière de Uccle.

## Œuvres

### Expositions
- Le Soldat de Marathon mourant, salon de Bruxelles de 1881 ;
- Prière des morts dans un couvent des montagnes de la Sabine, salon de Bruxelles de 1881 ;
- Chef arabe aux environs de Larache, salon de Bruxelles de 1887 ;
- Eva, salon d'Anvers de 1888 ;
- Coin de marché arabe, salon de Bruxelles de 1893 ;

### Enchères
Entre 2003 et 2009, plusieurs œuvres de Charles Lefebvre sont vendues aux enchères :
- Jeune marocaine à Tanger (1880) ;
- Le Détroit de Gibraltar (1881) ;
- Un musicien arabe (1889) ;
- Le Bédouin dénudé (1888) ;
- Marché à Tanger (1890).